# Jordy Douglas
Jordy Paul Douglas (Kanada, Manitoba, Winnipeg, 1958. január 20. –) kanadai jégkorongozó.

## Karrier
Komolyabb junior karrierjét a WCHL-es Flin Flon Bombersben kezdte 1975–1976-ban. Ebben a csapatban 1978-ig játszott. Utolsó WCHL-es szezonjában 116 pontot szerzett. Az 1978-as NHL-amatőr drafton Toronto Maple Leafs választotta ki az ötödik kör 81. helyén. Felnőtt pályafutását az American Hockey League-es Springfield Indiansban kezdte majd átkerült a World Hockey Association-ös New England Whalersbe. 1979-ben bemutatkozott az National Hockey League-es a Hartford Whalersben. A következő szezont is ebben a csapatban töltötte. 1981–1982-ben két mérkőzést játszott az AHL-ben a Binghamton Whalers majd visszatért a Hartford Whalersbe. 1982–1983-ban a Minnesota North Starshoz került majd a következő szezon közben átkerült a Winnipeg Jetsbe. A következő szezonban már csak hét mérkőzést játszott az NHL-ben majd leküldték Sherbrooke Canadiensbe. 1985-ben átment Európába szerencsét próbálni és 1985–1987 között a finn liga Ilves Tampere csapatában játszott majd visszavonult.

## Elismerései
- A Manitobai Jégkorong Hírességek Csarnokának tiszteletbeli tagja